# 馬魯帕
13°11′S 37°30′E / 13.183°S 37.500°E

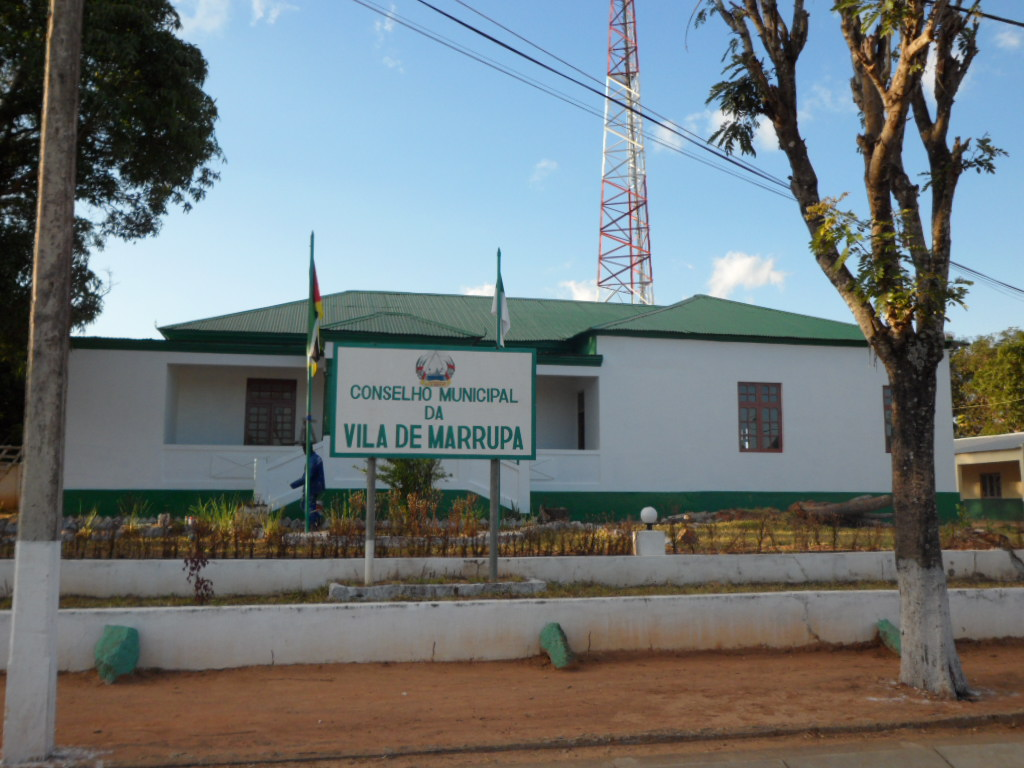
馬魯帕的市議會

馬魯帕（葡萄牙語：Marrupa），是莫桑比克的城鎮，位於該國西北部，由尼亞薩省負責管轄，是馬魯帕區的首府，該地區是該國最貧窮的地區之一，1997年人口6,469。